# Hemibagrus microphthalmus
Hemibagrus microphthalmus är en fiskart som först beskrevs av Day, 1877.  Hemibagrus microphthalmus ingår i släktet Hemibagrus och familjen Bagridae. IUCN kategoriserar arten globalt som livskraftig. Inga underarter finns listade i Catalogue of Life.